# Couillet
Couillet település a belgiumi Hainaut tartományban található Charleroi város része. Területe 5 km² és lakossága kb. 12 000 fő, 1977-ben vonták össze a közeli nagyvárossal.
A település a Sambre folyó két partján helyezkedik el, a régészeti kutatások alapján már az ókorban is állandó település volt ezen a helyen. A Saint-Laurent-templomot a 11. században építették, a Karoling-ház idejéből származó szentély maradványaira. 840-ben a települést, a Pagus Lommensis részeként I. Jámbor Lajos francia király egy bizonyos Ekkard-nak adományozta. 868-tól a lobbes-i apátság birtokában volt, egészen 1795-ig, amikor a francia hódítás után feloszlatták a Liège-i Püspökséget, és a környékbeli településeket az újonnan létrehozott Jemmape tartományba olvasztották. Napóleon bukása után Couillet visszakerült Hainaut tartomány hoz.
A francia hódítást követően a települést Violette-sur-Sambre-ra nevezték át.
A 19. században beindult az iparosodás, miután Ernest Solvay létrehozta első mosószódagyárát, amely később teljesen leégett, és egyetlen emléke a Casino Solvay, a gyár munkásai számára épített szabadidőközpont maradt.
Az 1960-as évekig a település gazdasági élete igen élénk volt, elsősorban a közeli szénbányáknak és a vasolvasztóknak, illetve acélműveknek köszönhetően. Azóta viszont a legtöbb üzemet bezárták, és a mai Couillet csak árnyéka a régi virágzó városnak.